# Leptoseris incrustans
Leptoseris incrustans là một loài san hô trong họ Agariciidae. Loài này được Quelch mô tả khoa học năm 1886.

## Hình ảnh

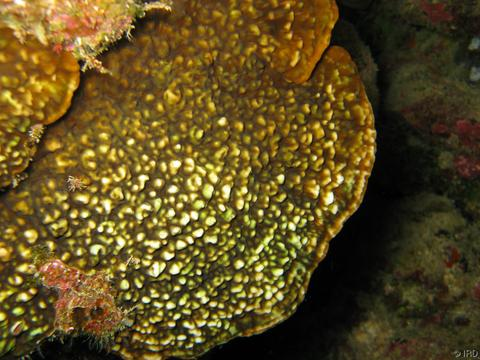
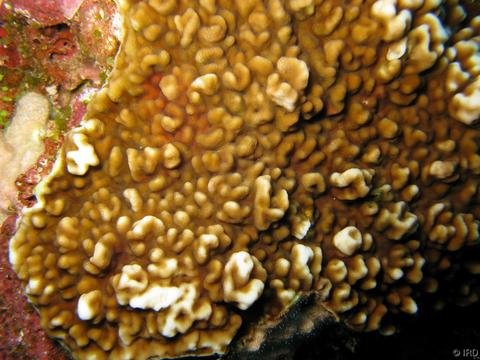
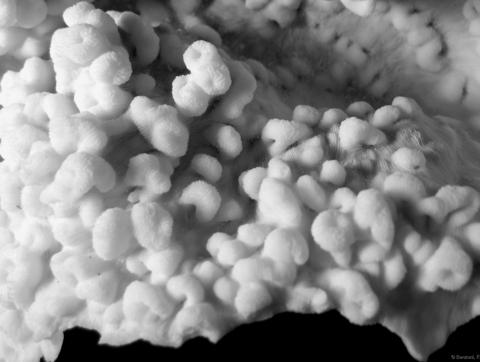